# Nikolai Miaskovski
Nikolai Miaskovski (20 aprilie 1881 - 8 august 1950) a fost un compozitor rus, numit uneori părintele simfoniei sovietice. A fost născut într-o localitate de lângă Varșovia. Familia lui s-a mutat la Sankt Petersburg când el era adolescent. În 1906 a devenit discipolul lui Nikolai Andreievici Rimski-Korsakov. În 1935 a fost plasat într-un sondaj de opinie american în primii 10 compozitori ai momentului. A compus 27 de simfonii.
1. ↑  Nikolai Myaskovsky, SNAC, accesat în 9 octombrie 2017
2. ↑  Nikolai Myaskovsky, Find a Grave, accesat în 9 octombrie 2017
3. 1 2  Autoritatea BnF, accesat în 10 octombrie 2015
4. ↑  Nikolai Yakovlevich Miaskovsky, Musicalics
5. ↑  Nikolai Jakowlewitsch Mjaskowski, Brockhaus Enzyklopädie, accesat în 9 octombrie 2017
6. ↑  Nikolay Myaskovsky, International Music Score Library Project, accesat în 9 octombrie 2017
7. ↑  Мясковский Николай Яковлевич, Marea Enciclopedie Sovietică (1969–1978)[*]
8. ↑  CONOR.SI[*] Verificați valoarea |titlelink= (ajutor)